# Mistrovství Evropy ve fotbale hráčů do 17 let 2009
Mistrovství Evropy ve fotbale hráčů do 17 let 2009 se konalo v květnu 2009 v Německu. Jednalo se o osmý ročník turnaje v této věkové kategorii, kterého se účastní osm týmů. Šest z nich se kvalifikovalo na Mistrovství světa ve fotbale hráčů do 17 let 2009 v Nigérii. Vítězem se stala reprezentace Německa, která ve finále porazila Nizozemsko 2:1 po prodloužení.

## Účastníci
| Účastník   | Způsob kvalifikace                 |
| Německo    | Hostitelská země                   |
| Švýcarsko  | Postup z elitního kola kvalifikace |
| Itálie     | Postup z elitního kola kvalifikace |
| Španělsko  | Postup z elitního kola kvalifikace |
| Francie    | Postup z elitního kola kvalifikace |
| Nizozemsko | Postup z elitního kola kvalifikace |
| Turecko    | Postup z elitního kola kvalifikace |
| Anglie     | Postup z elitního kola kvalifikace |

## Rozhodčí
- Vladislav Bezborodov
- Georgios Daloukas
- Pawel Gil
- Gerhard Grobelnik
- Tom Harald Hagen
- Milorad Mažić

## Stadiony
- Paul-Greifzu-Stadion, Dessau-Rosslau
- Steigerwaldstadion, Erfurt
- Stadion der Freundschaft, Gera
- Volksparkstadion, Gotha
- Stadion der Freundschaft, Grimma
- Ernst-Abbe-Sportfeld, Jena
- Stadion Magdeburg, Magdeburg
- Stadion am Bad, Markranstadt
- Arena Meuselwitz, Meuselwitz
- Sport- und Freizeitzentrum, Sandersdorf
- Sportzentrum Taucha, Taucha
- Hafenstadion, Torgau

## Základní skupiny

### Skupina A
| Tým       | Z | V | R | P | GV | GO | GR | B |
| Švýcarsko | 3 | 1 | 2 | 0 | 4  | 2  | +2 | 5 |
| Itálie    | 3 | 1 | 1 | 1 | 3  | 4  | -1 | 4 |
| Španělsko | 3 | 0 | 3 | 0 | 0  | 0  | 0  | 3 |
| Francie   | 3 | 0 | 2 | 1 | 2  | 3  | -1 | 2 |

| 6. května 2009 11.00 |        |        |                                                                                   |
| Španělsko            | 0 – 0  | Itálie | Paul-Greifzu-Stadion, Dessau-Rosslau diváci: 1 500 rozhodčí: Vladislav Bezborodov |
|                      | Report |        | Paul-Greifzu-Stadion, Dessau-Rosslau diváci: 1 500 rozhodčí: Vladislav Bezborodov |

| 6. května 2009 11.00 |        |                 |                                                                       |
| Francie              | 1 – 1  | Švýcarsko       | Stadion am Bad, Markranstadt diváci: 2 200 rozhodčí: Tom Harald Hagen |
| Situ 76'             | Report | Ben Khalifa 59' | Stadion am Bad, Markranstadt diváci: 2 200 rozhodčí: Tom Harald Hagen |

| 9. května 2009 12.00 |        |         |                                                              |
| Španělsko            | 0 – 0  | Francie | Stadion der Freundschaft, Grimma rozhodčí: Gerhard Grobelnik |
|                      | Report |         | Stadion der Freundschaft, Grimma rozhodčí: Gerhard Grobelnik |

| 9. května 2009 12.00 |        |                                            |                                                                |
| Itálie               | 1 – 3  | Švýcarsko                                  | Hafenstadion, Torgau diváci: 2 550 rozhodčí: Georgios Daloukas |
| Beretta 31'          | Report | Nimely 29' (pen.) Gonçalves 65' Kamber 74' | Hafenstadion, Torgau diváci: 2 550 rozhodčí: Georgios Daloukas |

| 12. května 2009 11.00 |        |           |                                                                 |
| Švýcarsko             | 0 – 0  | Španělsko | Sport- und Freizeitzentrum, Sandersdorf rozhodčí: Milorad Mažić |
|                       | Report |           | Sport- und Freizeitzentrum, Sandersdorf rozhodčí: Milorad Mažić |

| 12. května 2009 11.00            |        |            |                                                 |
| Itálie                           | 2 – 1  | Francie    | Sportzentrum Taucha, Taucha rozhodčí: Pawel Gil |
| della Agnello 38' Sini 50' (pen) | Report | Kebano 18' | Sportzentrum Taucha, Taucha rozhodčí: Pawel Gil |

### Skupina B
| Tým        | Z | V | R | P | GV | GO | GR | B |
| Německo    | 3 | 3 | 0 | 0 | 9  | 1  | +8 | 9 |
| Nizozemsko | 3 | 1 | 1 | 1 | 3  | 4  | -1 | 4 |
| Turecko    | 3 | 1 | 0 | 2 | 3  | 5  | -2 | 3 |
| Anglie     | 3 | 0 | 1 | 2 | 1  | 6  | -5 | 1 |

| 6. května 2009 11.00 |        |            |                                                                          |
| Anglie               | 1 – 1  | Nizozemsko | Stadion der Freundschaft, Gera diváci: 4 600 rozhodčí: Georgios Daloukas |
| Garbutt 69'          | Report | Özyakup 4' | Stadion der Freundschaft, Gera diváci: 4 600 rozhodčí: Georgios Daloukas |

| 6. května 2009 11.00                      |        |                 |                                                                  |
| Německo                                   | 3 – 1  | Turecko         | Steigerwaldstadion, Erfurt diváci: 5 107 rozhodčí: Milorad Mažić |
| Scheidhauer 11' Buchtmann 51' Mustafi 67' | Report | Hasan Ahmet 10' | Steigerwaldstadion, Erfurt diváci: 5 107 rozhodčí: Milorad Mažić |

| 9. května 2009 14.00 |        |                             |                                                         |
| Turecko              | 1 – 2  | Nizozemsko                  | Arena Meuselwitz, Meuselwitz rozhodčí: Tom Harald Hagen |
| Muhammet 65'         | Report | Castaignos 40+1' Ligeon 56' | Arena Meuselwitz, Meuselwitz rozhodčí: Tom Harald Hagen |

| 9. května 2009 14.00                        |        |        |                                                              |
| Německo                                     | 4 – 0  | Anglie | Ernst-Abbe-Sportfeld, Jena diváci: 8 500 rozhodčí: Pawel Gil |
| Labus 13' Thy 37' Scheidhauer 56' Götze 74' | Report |        | Ernst-Abbe-Sportfeld, Jena diváci: 8 500 rozhodčí: Pawel Gil |

| 12. května 2009 17.45 |        |                    |                                                                         |
| Nizozemsko            | 0 – 2  | Německo            | Ernst-Abbe-Sportfeld, Jena diváci: 6 000 rozhodčí: Vladislav Besborodov |
|                       | Report | Thy 35' Janzer 44' | Ernst-Abbe-Sportfeld, Jena diváci: 6 000 rozhodčí: Vladislav Besborodov |

| 12. května 2009 17.45 |        |        |                                                     |
| Turecko               | 1 – 0  | Anglie | Volksparkstadion, Gotha rozhodčí: Gerhard Grobelnik |
| Furkan 74'            | Report |        | Volksparkstadion, Gotha rozhodčí: Gerhard Grobelnik |

## Semifinále
| 15. května 2009 11.00 |        |                           |                                                             |
| Švýcarsko             | 1 – 2  | Nizozemsko                | Stadion der Freundschaft, Grimma rozhodčí: Tom Harald Hagen |
| Kamber 52'            | Report | Isoufi 17' Castaignos 40' | Stadion der Freundschaft, Grimma rozhodčí: Tom Harald Hagen |

| 15. května 2009 17.45      |        |        |                                                              |
| Německo                    | 2 – 0  | Itálie | Paul-Greifzu-Stadion, Dessau-Rosslau rozhodčí: Milorad Mažić |
| Yabo 70' Basala-Mazana 76' | Report |        | Paul-Greifzu-Stadion, Dessau-Rosslau rozhodčí: Milorad Mažić |

## Finále
| 18. května 2009 11.00 |                          |                    |                                                                            |
| Nizozemsko            | 1 – 2 (po prodl.)        | Německo            | Stadion Magdeburg, Magdeburg diváci: 24 000 rozhodčí: Vladislav Bezborodov |
| Castaignos 7'         | Report[nedostupný zdroj] | Thy 34' Trinks 97' | Stadion Magdeburg, Magdeburg diváci: 24 000 rozhodčí: Vladislav Bezborodov |

## Kvalifikanti namistrovství světa
Na mistrovství světa ve fotbale hráčů do 17 let 2009 v Nigérii postoupilo šest nejlepších týmů.
- Německo
- Nizozemsko
- Švýcarsko
- Itálie
- Španělsko
- Turecko